# Noah (Film)
Noah ist ein US-amerikanischer Fantasy- und Bibelfilm von Darren Aronofsky aus dem Jahr 2014 mit Russell Crowe in der Hauptrolle. Der Film basiert auf der französischen Comic-Serie Noé, die sich an die biblische Geschichte von der Arche Noah (Gen 6-9 ) anlehnt, sie aber erweitert und anders erzählt und deutet. In mehreren islamischen Ländern wurde der Film verboten, weil er von der islamischen Lehre abweicht und die bildliche Darstellung von Propheten nicht erlaubt ist.

## Handlung
Als kleiner Junge wird Noah Zeuge, wie sein Vater Lamech von Tubal-Kain, dem Nachfahren Kains, getötet wird. Viele Jahre später lebt Noah zusammen mit seiner Frau Naameh und ihren drei Söhnen Sem, Ham und Japhet.
Eines Tages beobachten Noah und sein Ältester, wie eine Blume in Sekundenschnelle aus dem Boden wächst; gleichzeitig verfolgen Noah bedrängende Albträume von einer großen Flut. Er bricht mit seiner Familie auf und sucht Rat bei seinem Großvater Methusalem. Auf dem Weg kommen sie an einer Gruppe von Menschen vorbei, die vor kurzem grausam hingeschlachtet wurden, und adoptieren die einzige Überlebende, ein Mädchen namens Ila. Noah und seine Familie werden von Tubal-Kain und seinen Männern gejagt, finden jedoch Zuflucht bei den gefallenen Engeln, genannt die Steinernen Wächter.
Methusalem gibt Noah ein Samenkorn aus dem Garten Eden, aus dem innerhalb von Sekunden ein Wald wächst, dessen Bäume Noah, seine Familie und die Steinernen Wächter nutzen, um eine Arche zu bauen. Als die Arche, ein riesiges, kastenartiges Gefährt, fertig ist, kommen Tiere verschiedener Arten in Scharen herbei, Vögel, Schlangen und Säugetiere. Sie werden in die Arche gelassen und dort mittels Räucherwerk in Schlaf versetzt. Tubal-Kain erscheint mit einigen Dutzend Kriegern bei Noah und verlangt, auf die Arche gelassen zu werden, was Noah ablehnt. Tubal-Kain beschenkt Ham mit einer Waffe. Dies bringt den jungen Ham dazu, ihn und seine Gewaltherrschaft zu bewundern. Noah zwingt Ham, sich von Tubal-Kain loszusagen und die Waffe zurückzuweisen.
Ila hat sich in Sem verliebt, und die beiden werden ein Paar. Noah geht zu einer nahegelegenen Siedlung, um auch für die beiden jüngeren Söhne Ham und Japhet Frauen zu finden; als er aber dort nur auf einen hungrigen Mob trifft, der jede menschliche Zivilisiertheit vergessen hat, entschließt er sich dagegen. Ila ist traurig darüber, dass sie aufgrund einer alten Verwundung im Unterbauch unfruchtbar ist. Methusalem erteilt ihr seinen Segen, der, zunächst unbemerkt, ihre Sterilität heilt. Ham sucht auf eigene Faust eine Frau für sich. Im Dorf von Tubal-Kain findet er in einer Leichengrube eine junge Frau, die sich dort versteckt hat. Als der Regen zu fallen beginnt, flieht er mit dem Mädchen in Richtung der Arche. Auch Tubal-Kain und seine Männer nähern sich bereits. Als die Flucht bereits geglückt scheint, gerät das Mädchen mit einem Bein in eine Falle, aus der weder Ham noch sie selbst sich befreien kann. Der hinzukommende Noah zwingt Ham, sie zurückzulassen, woraufhin sie von der anrückenden Armee Tubal-Kains überrannt wird.
Der Regen setzt mit Macht ein. Noahs Familie begibt sich auf die Arche. Tubal-Kain will Noah und seine Familie töten und die Arche für sich und seine Leute entern. Die Steinernen Wächter jedoch beschützen Noahs Familie und die Tiere. Sie opfern sich, um die Arche vor Tubal-Kains Mob zu schützen. Im Moment ihres Todes steigen ihre Seelen in den Himmel auf. Als die Flut Tubal-Kains Soldaten ertränkt, erklettert Tubal-Kain allein die Arche und findet mit Hams Hilfe einen Weg, sich auf einem der Decks zu verstecken. Er schafft es, Ham gegen Noah aufzubringen. Als nach langer Zeit der Regen nachlässt und das gesamte Land sich in ein Meer verwandelt hat, wird Ila schwanger. Noah jedoch folgt mit zunehmender Sturheit dem vermeintlichen Befehl des Schöpfers. Nach seiner Überzeugung ließ dieser die Flut kommen, um die Menschheit aufgrund ihrer Verderbtheit endgültig auszurotten. Wird Ila nun ein Mädchen zur Welt bringen, will Noah das Kind töten, um den Fortbestand der Menschheit zu verhindern. Monate vergehen, und Ila und Sem bauen ein Floß, um Noahs Entschluss, das Kind zu töten, zu entgehen; Noah entdeckt das Floß und verbrennt es. Danach gebiert Ila Zwillinge: zwei Mädchen.
In der Zwischenzeit überredet Tubal-Kain Ham, seinen Vater Noah zu töten. Tubal-Kain, Ham und Sem, der seine Kinder verteidigen will, greifen Noah an. Mitten im Kampf werden alle von einem gewaltigen Ruck durch die Arche geschleudert: Die Arche ist auf Grund gelaufen. Ham ändert seinen Entschluss und tötet Tubal-Kain im Kampf. Noah beharrt darauf, Ilas Zwillinge zu töten, aber als er die kleinen Mädchen sieht, verschont und küsst er sie. Nach dem Verlassen der Arche sucht er aus Scham über sein Versagen, den Wünschen des Schöpfers zu folgen, die Einsamkeit, entfernt sich von seiner Familie und betäubt seine Sinne mit Wein. Berauscht bleibt er unbekleidet am Strand vor einer Höhle im Sand liegen. Sem und Japhet entdecken ihn, wenden aus Respekt vor ihrem Vater ihre Gesichter ab und bedecken seine Blöße. Ham sieht tatenlos zu.
Durch eine Aussprache mit Ila versteht Noah dann jedoch, dass er nicht versagt hat, sondern der Schöpfer ihm die Wahl gelassen hat. Noah hat sich für Barmherzigkeit und Liebe entschieden und den Menschen eine zweite Chance gegeben. Naameh und Noah finden daraufhin wieder zueinander, während Ham die Familie verlässt. Am Ende segnet Noah seine vergrößerte Familie als den Beginn einer neuen Menschheit. Daraufhin erscheint ein riesiger Regenbogen am Himmel.

## Hintergrund
Als Vorlage für den Film diente Aronofsky die vierbändige französische Comicserie NOÉ, die er gemeinsam mit Texter Ari Handel und Zeichner Niko Henrichon entwickelt hat. An der Realisierung des Films waren die Filmproduktionsgesellschaften Paramount Pictures, Regency Enterprises und Protozoa Pictures beteiligt. Noah wurde in Island, den Vereinigten Staaten und in Mexiko gedreht.

## Veröffentlichung
In den USA kam der Film am 28. März 2014 in die Kinos. Der deutsche Kinostart war am 3. April 2014. Der Film wurde für die Veröffentlichung in Europa und Südamerika nach 3D konvertiert; in den USA, Frankreich, Großbritannien und Australien lief die 2D-Fassung.

## Synchronisation
Der Film wurde bei der Film- & Fernseh-Synchron nach einem Dialogbuch von Änne Troester und unter der Dialogregie von Clemens Frohmann vertont.
| Rolle             | Schauspieler       | Synchronsprecher         |
| ----------------- | ------------------ | ------------------------ |
| Noah              | Russell Crowe      | Martin Umbach            |
| Naama             | Jennifer Connelly  | Claudia Urbschat-Mingues |
| Ham               | Logan Lerman       | Patrick Roche            |
| Sem               | Douglas Booth      | Benedikt Gutjan          |
| Japhet            | Leo McHugh Carroll | Luke Gaida               |
| Ila               | Emma Watson        | Gabrielle Pietermann     |
| Methusalem        | Anthony Hopkins    | Joachim Kerzel           |
| Tubal-Kain        | Ray Winstone       | Holger Schwiers          |
| Tubal-Kain (jung) | Finn Wittrock      | Stefan Günther           |
| Samyaza           | Nick Nolte         | Jochen Striebeck         |
| Lamech            | Marton Csokas      | Thomas Wenke             |
| Og                | Frank Langella     | Erich Ludwig             |
| Na'el             | Madison Davenport  | Alina Freund             |

## Rezeption

### Kritiken
Der Film erhielt in westlichen Ländern überwiegend gute Kritiken. Die Rezensionssammlung Rotten Tomatoes listet 259 Kritiken, von denen 75 Prozent positiv ausfielen, wobei sie eine durchschnittliche Bewertung von 6,7 von 10 abgaben.
In mehreren islamischen Ländern wurde die Aufführung des Filmes von den Zensurbehörden untersagt, da er der islamischen Lehre widerspreche. Die al-Azhar-Universität in Kairo, die den Sunniten als renommierteste islamische Schule und höchste religiöse Autorität gilt, erteilte eine entsprechende Weisung (Fatwa).
Der amerikanische Theologe Randall Price benennt und bemängelt die inhaltlichen Abweichungen von der biblischen Noah-Erzählung. Er hält den Film für eine „Parodie der biblischen Erzählung“.
Der Film stieß in evangelikalen Kreisen der USA auf scharfe Kritik. Der Vorsitzende von Answers in Genesis, Ken Ham, und der Drehbuchautor Brian Godawa bemängelten vor allem die Abweichung der Handlung von den in der Bibel beschriebenen Ereignissen und Zusammenhängen. Ken Ham bezeichnete den Film als völlig unbiblisch und sogar als bösartig und heidnisch. Auf Drängen der National Religious Broadcasters (NRB), eines Zusammenschlusses evangelikaler Radio- und Fernsehsender, fügte Paramount Pictures dem Film und den Werbematerialien eine textliche Ergänzung hinzu, wonach der Film durch die Geschichte von Noah inspiriert sei. Auch wenn man sich künstlerische Freiheiten genommen habe, so glaube man, der Film entspreche den Kerninhalten, Werten und der Integrität einer Geschichte, die einen Grundpfeiler des Glaubens für Millionen von Menschen weltweit bilde. Außerdem wurde darauf verwiesen, dass die biblische Geschichte von Noah im Buch Genesis nachgelesen werden könne. Nach Aussage von Phil Cooke, einem Vorstandsmitglied des NRB, seien diese Ergänzungen notwendig gewesen, da der Film historisch nicht korrekt sei. Regisseur Aronofsky war über diese Ergänzungen nicht glücklich.
Rüdiger Suchsland konnte dem Film kaum Positives abgewinnen. Dieser könne „trotz aller Anstrengung bestenfalls teilweise überzeugen.“ Suchsland kritisiert, „dass Aronofsky die biblische Handlung nicht nur erweitert, sondern sie modernisiert und darin überdeutlich interpretiert und in Teilen umschreibt.“ Der Gipfel von Aronofskys Umschreibung der Noah-Geschichte sei aber Noahs Plan zur Ausrottung der Menschheit, die in dessen Augen der Erde nur Übles getan habe. Als einzige große Stärke des Films wertet er dessen Bilderkraft. Ansonsten sieht Suchsland den Film als „völlig humorfreies“, ökologistisches christlich-fundamentalistisches Fantasy-Stück, das an ein Werbefilmchen für Intelligent Design erinnere, sowie als „esoterischen Erweckungsschmarrn“.
Der Schweizer Theologieprofessor Konrad Schmid stellt fest, dass sich der Film nicht an die biblische Vorlage hält. Er sei aber „gut überlegt, differenziert und vielschichtig“.

### Einspielergebnis
Der Film hatte ein verhältnisweise hohes Budget (125 Millionen US-Dollar) gegenüber anderen Filmen, die Bibel-Erzählungen zum Inhalt hatten. Das weltweite Einspielergebnis betrug rund 359 Millionen US-Dollar, wobei der Film rund 101 Millionen US-Dollar im nordamerikanischen Raum einspielte.